# Козякас
Вижте пояснителната страница за други значения на Козяк.
Козякас (на гръцки: Κόζιακας) е странично източно планинско било, част от планинската верига Пинд в Трикалско. Масивът се вдава на изток в тесалийската равнина. Част от Натура 2000.

## История
В античността районът е обитаван от атаманците, а по-късно е част от Древна Македония. През XII век е приеман за част от Велика Влахия, а по османско време районът процъфтява икономически със своето земеделие, горско стопанство и тъкане на вълна. Планината е известна с тепавиците си.

## Описание
Козякас се характеризира с голи и скалисти склонове, дерета и гори от бор, ела, бук, дъб. Преобладват карстовите форми на релефа. Над 1700 m надморска височина билата са голи и тревисти, подходящи за паша. Климатът в района е студен, а количеството на валежите е над 1000 mm на кв. м. през сухия сезон, който трае само месец.
Най-високият връх е Астрапи (Αστραπή) с надморска височина 1901 m, в чието подножие е разположена хижа.
В планината край село Пертули има съоръжения за ски-спорт. Също така се развива и екотуризъм.
Откъм Трикала, в полите на планината, се намира манастирът на Свети Висарион.